# Кирхберг-на-Ягсте
Кирхберг-на-Ягсте (нем. Kirchberg an der Jagst) — город в Германии, в земле Баден-Вюртемберг. 
Подчинён административному округу Штутгарт. Входит в состав района Швебиш-Халль.  Население составляет 4295 человек (на 31 декабря 2010 года). Занимает площадь 40,93 км². Официальный код  —  08 1 27 046.